# تپه شماره ۲ حسین‌آباد رضی
تپه شماره ۲ حسین‌آباد رضی مربوط به دوران‌های تاریخی پس از اسلام است و در استان قزوین، شهرستان آبیک، بخش بشاریات، روستای حسین‌آباد واقع شده و این اثر در تاریخ ۱۹ اسفند ۱۳۸۰ با شمارهٔ ثبت ۴۹۶۲ به‌عنوان یکی از آثار ملی ایران به ثبت رسیده است.